# Manuel Sánchez Delgado
Manuel Sánchez Delgado, més conegut com a Manolo, va ser un futbolista espanyol. Va néixer a Càceres (província de Càceres). Jugava de davanter (de vegades de migcampista) i el seu primer equip va ser el Club Polideportivo Cacereño. Va ser internacional amb la selecció espanyola.

## Biografia
Va començar jugant en el Club Polideportivo Cacereño. Després de jugar dues temporades en el CE Sabadell, el 1985 fitxa pel Reial Múrcia CF, club en el qual aconsegueix l'ascens a la Primera divisió espanyola en la seva primera temporada. Debuta en la Primera divisió espanyola el 31 d'agost de 1986 en el partit Reial Múrcia CF - Reial Madrid (1-3). En aquest partit Manolo va marcar el gol del seu equip.
Amb el Reial Múrcia CF juga dues temporades a la Primera divisió marcant 21 gols. El 1988 fitxa per l'Atlètic de Madrid. Amb aquest club guanya dues Copes del Rei. A més a més aconsegueix el subcampionat de Lliga en la temporada 90-91. La temporada següent, Manolo marca 27 gols en 36 partits de lliga assolint el Trofeu Pitxitxi. Amb l'equip matalasser juga set temporades disputant 219 partits de lliga espanyola de futbol en els quals va marcar 76 gols.
El 1995 marxa a jugar a la UD Mèrida, equip en el qual acaba retirant-se dels terrenys de joc a causa d'una lesió de tíbia que li va impedir, durant tota la temporada, debutar amb el seu equip. Manolo va jugar un total de 292 partits en la Primera divisió espanyola marcant 97 gols.
Ha estat entrenador a Club Galáctico Pegaso (2007-2008), Selecció de fútbol d'Extremadura (2007-2008), Rayo Majadahonda (2008-2010), Club Polideportivo Cacereño (2010-2011).

## Clubs
- Club Polideportivo Cacereño ? - 1983
- CE Sabadell - 1983 - 1985
- Reial Múrcia CF - 1985 - 1988
- Atlètic de Madrid - 1988 - 1995
- CP Mérida - 1995 - 1997

## Selecció
Ha estat internacional amb la selecció espanyola en 28 ocasions. El seu debut com a internacional va ser el 16 de novembre de 1988 en el partit Espanya - Irlanda (2-0), en el qual Manolo va marcar un gol. En total va marcar nou gols amb la seva selecció. Va participar amb la selecció espanyola en la Copa Mundial de Futbol d'Itàlia de 1990 disputant un encontre enfront d'Uruguai.